# Indigofera ischnoclada
Indigofera ischnoclada är en ärtväxtart som beskrevs av Hermann August Theodor Harms. Indigofera ischnoclada ingår i släktet indigosläktet, och familjen ärtväxter. Inga underarter finns listade i Catalogue of Life.